# پارک ملی تفنگداران پل ادام
پارک ملی تفنگداران پل ادام (به لاتین: Adam's Bridge Marine National Park) یک پارک ملی در سری‌لانکا است که در استان شمالی (سری‌لانکا) واقع شده است.